# Landhalfrond

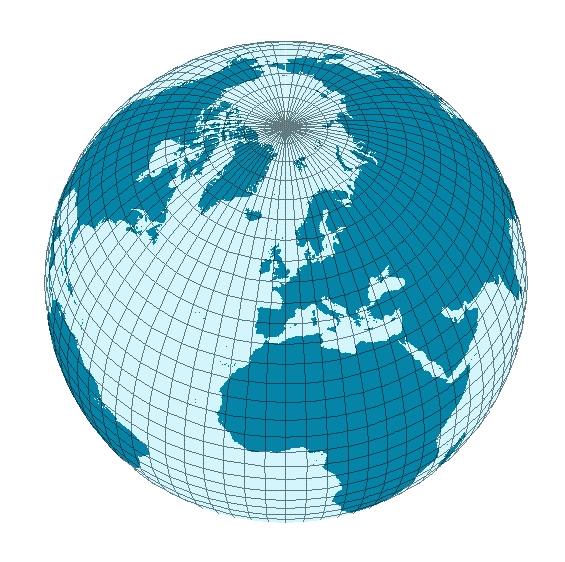
Het landhalfrond

Het Landhalfrond is het halfrond van het aardoppervlak dat de grootst mogelijke hoeveelheid landoppervlak bevat.
Het centrum van het landhalfrond ligt op 47° 13′ NB, 1° 32′ WL , in de buurt van de Franse stad Nantes in de regio Pays de la Loire. Het landhalfrond beslaat Europa, Afrika, Noord-Amerika en Groenland, ongeveer 95% van Azië en twee derde van Zuid-Amerika.
Desondanks is zo'n 53% van het landhalfrond bedekt met water, tegen 47% landoppervlak. Over de hele wereld is dat 29% landoppervlak tegen 71% wateroppervlak.
Precies tegenover het landhalfrond ligt het waterhalfrond (het halfrond met het minste landoppervlak), het centrum hiervan bevindt zich in de Grote Oceaan.